# Distretto di Beykoz

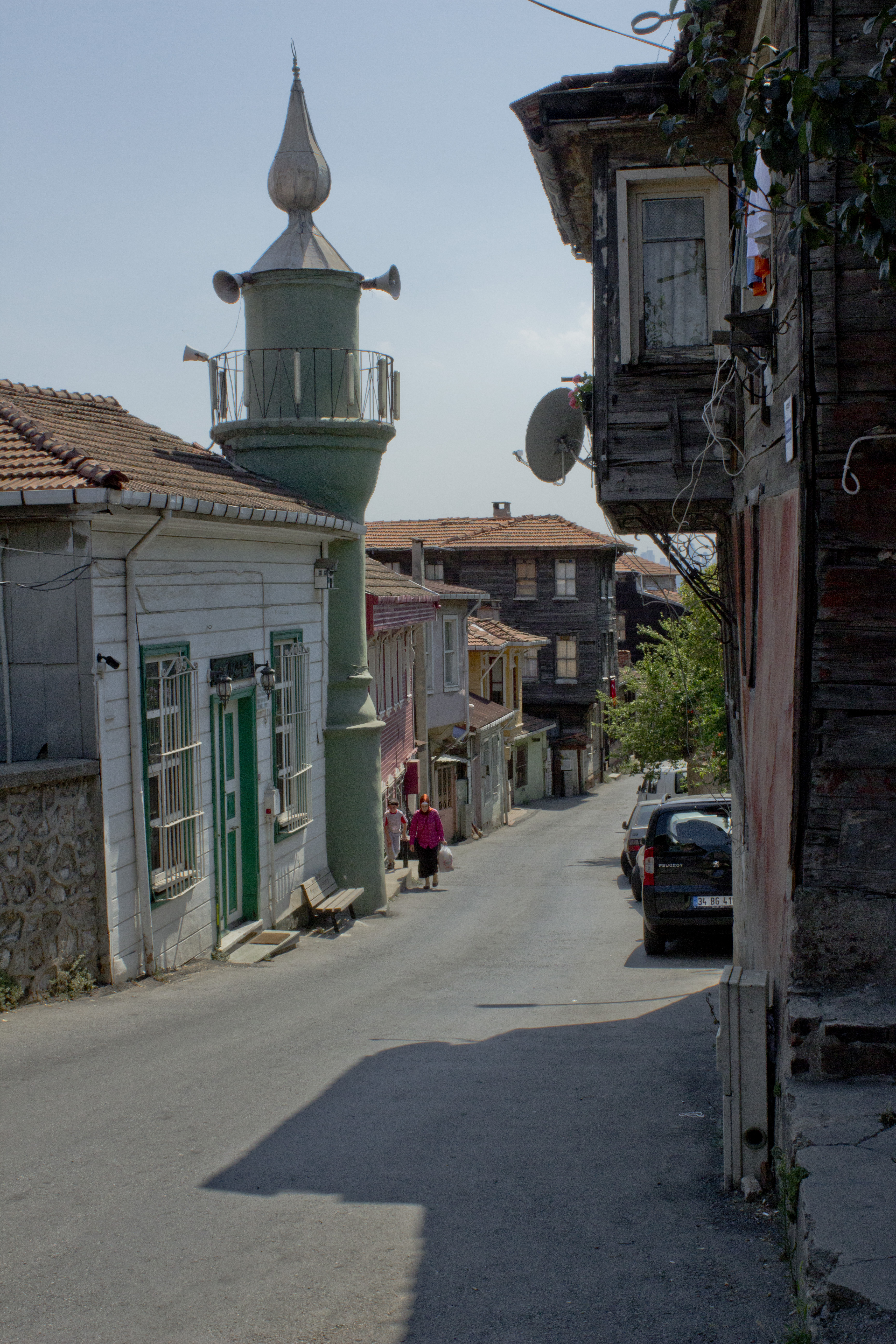
Strada a Beykoz

Beykoz è un distretto della Turchia appartenente alla provincia di Istanbul. È situato sulla parte asiatica della città.